# Лохлинстаун
Лохлинстаун (англ. Loughlinstown; ирл. Baile Uí Lachnáin) — пригород в Ирландии, находится в графстве Дун-Лэаре-Ратдаун (провинция Ленстер).